# 施槃 (成化進士)
施槃（？—？），字彦器，號新齋，浙江黃巖縣人，明朝政治人物。

## 生平
成化四年（1468年）戊子科浙江鄉試舉人，二十年（1484年）甲辰科進士。歷任刑部主事、员外郎、郎中，擢河间府知府，进山東按察司副使、兵备天津。善于书法，为世所珍。著有《新斋稿》。